# Les Misérables (2018)
Les Misérables ist eine britische Miniserie der BBC zu Victor Hugos Roman Die Elenden. Die sechsteilige Serie wurde Ende 2018 bis Anfang 2019 auf BBC One erstveröffentlicht.

## Hintergrund
Die Produktion von Les Miserables führten die BBC Studios gemeinsam mit Lookout Point und CZAR TV unter Produzent Chris Carey. Sie sollte ursprünglich in Zusammenarbeit mit der Weinstein Company entstehen, aufgrund des Weinstein-Skandals wurde am Ende das Unternehmen in das Projekt jedoch nicht weiter involviert.
Die Dreharbeiten fanden ab Februar 2018 in Nordfrankreich statt und endeten im Juli 2018. Die Veröffentlichung der ersten Folge erfolgte am 30. Dezember 2018 auf BBC One. Die Serie, die unter dem Drehbuch von Andrew Davies und unter der Regie von Tom Shankland entstand, wurde im Wochentakt ausgestrahlt, sodass die letzte der sechs Folgen am 3. Februar 2019 erstveröffentlicht wurde. In Deutschland wurde die Serie auf acht Episoden aufgeteilt. Alle Folgen erschienen am 10. Oktober 2019 auf dem Prime-Video-Channel Starzplay. Die deutschsprachige Synchronisation wurde von der Bavaria Film Synchron GmbH in München unter der Regie von Marina Köhler durchgeführt.
Zusammen haben die sechs bzw. acht Folgen eine Länge von knapp über sechs Stunden.

## Rezeption
Die Kritiken fielen insgesamt positiv aus. So wurden auf Rotten Tomatoes 93 Prozent der 30 ausgewerteten Kritiken als positiv gewertet, womit die Serie als Fresh eingestuft wird. In der Zeitung The Independent wurde von Alexandra Pollard insbesondere Lily Collins’ schauspielerische Leistung gelobt und Gabriel Tate vom Daily Telegraph hob die schauspielerische Leistung von Dominic West positiv hervor. Lili Hering von der Frankfurter Allgemeinen Zeitung kommt zum Fazit, „‚Les Misérables‘ zeichnet die Armut allzu idyllisch, aber unterhält als konventionell erzähltes Geschichtsdrama“.

## Besetzung und Synchronisation

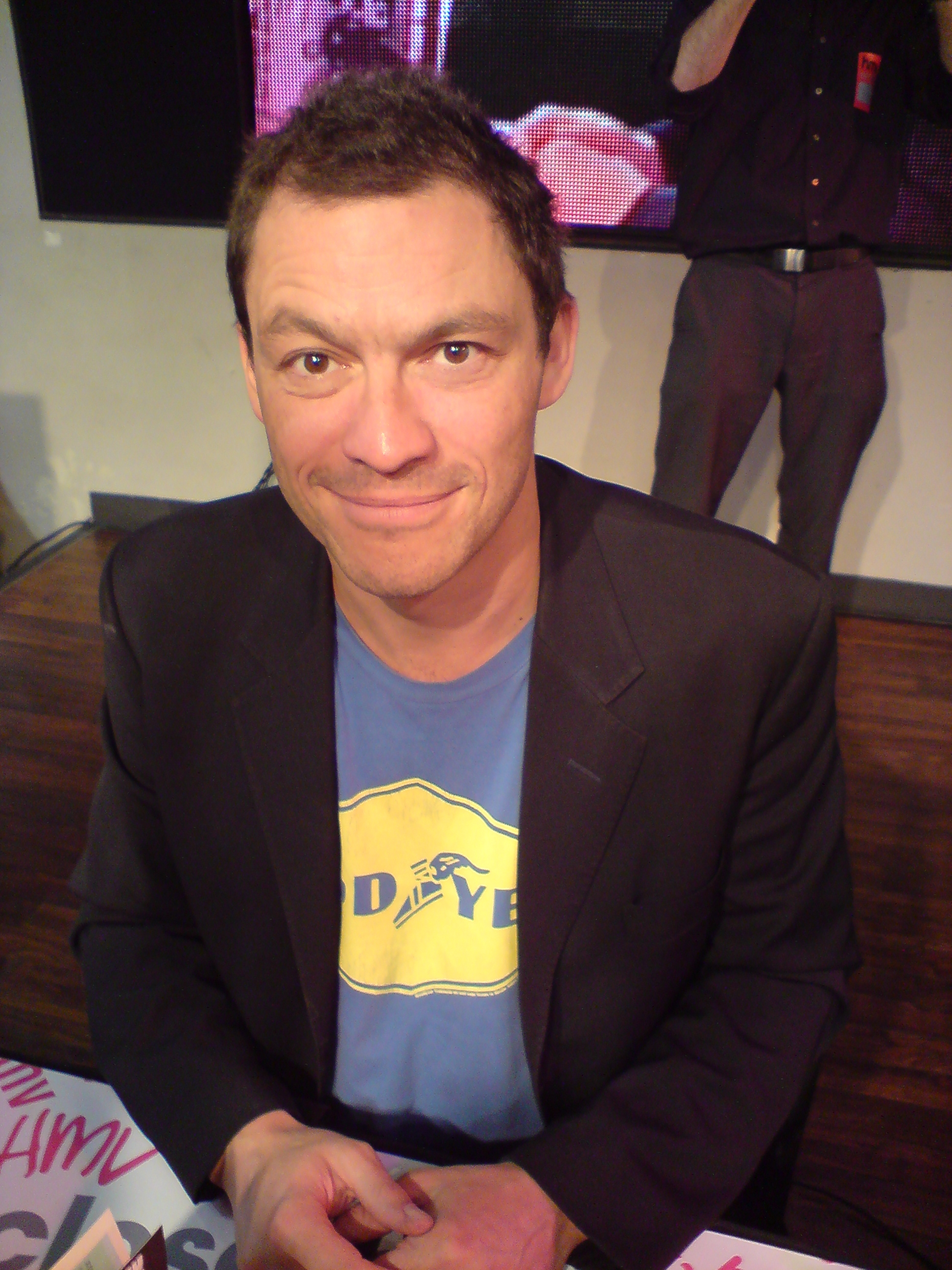
Hauptdarsteller Dominic West

| Darsteller           | Synchronsprecher            | Rolle               |
| -------------------- | --------------------------- | ------------------- |
| Dominic West         | Matthias Klie               | Jean Valjean        |
| David Oyelowo        | Pascal Fligg                | Javert              |
| Adeel Akhtar         | Patrick Schröder            | Thénardier          |
| David Bradley        | Jochen Striebeck            | Gillenormand        |
| Emma Fielding        | Ulla Wagener                | Nicolette           |
| Georgie Glen         | Dagmar Dempe                | Abbess              |
| Ann Firbank          | Angelika Bender             | alte Frau           |
| Alex Jarrett         | Patricia Faltin             | Azelma              |
| Isabelle Lewis       | Helena Weckmann-Pokorny     | Azelma (jung)       |
| James Garnon         | Dominik Auer                | Bamatabois          |
| Derek Jacobi         | Erich Ludwig                | Bischof             |
| Matthew Steer        | Julian Manuel               | Blachevelle         |
| Josef Altin          | Uwe Thomsen                 | Claquesous          |
| Ellie Bamber         | Paulina Rümmelein           | Cosette             |
| Lia Giovanelli       | Helena Weckmann-Pokorny     | Cosette (jung)      |
| Archie Madekwe       | Maximilian Belle            | Courfeyrac          |
| Daniel Tuite         | Gerd Meyer                  | Despiat             |
| Joseph Quinn         | Benedikt Gutjan             | Enjolras            |
| Tiarna Williams      | Helena Weckmann-Pokorny     | Éponine (jung)      |
| Erin Kellyman        | Marcia von Rebay            | Éponine Thénardier  |
| Reece Ritchie        | Patrick Roche               | Fameuil             |
| Lily Collins         | Kathrin Hanak               | Fantine             |
| Charlotte Dylan      | Maresa Sedlmeir             | Favorite            |
| Johnny Flynn         | Dominik Auer                | Félix Tholomyès     |
| Andrew Paul          | Jacques Breuer              | Gastwirt            |
| Reece Yates          | Leo Nicolas Douglas         | Gavroche Thénardier |
| Jonathan Sawdon      | Gerhard Jilka               | Gerichtsvollzieher  |
| Turlough Convery     | Pirmin Sedlmeir             | Grantaire           |
| Ron Cook             | Hans-Rainer Müller          | Händler             |
| Mailow Defoy         | Helena Weckmann-Pokorny     | kleine Cosette      |
| Sienna Barnes        | Helena Weckmann-Pokorny     | kleine Éponine      |
| Donald Sumpter       | Reinhard Glemnitz           | Mabeuf              |
| Hayley Carmichael    | Inez Günther                | Madame Magloire     |
| Anna Calder-Marshall | Angelika Bender             | Madame Rully        |
| Olivia Colman        | Elisabeth Günther           | Madame Thénardier   |
| Kathryn Hunter       | Ilona Grandke               | Madame Victurnien   |
| Isis Hainsworth      | Zina Laus                   | Marie Claire        |
| Woody Norman         | Leon von Daake              | Marius (jung)       |
| Josh O’Connor        | Daniel Schlauch             | Marius Pontmercy    |
| Leah Harvey          | Ilena Gwisdalla             | Matelote            |
| Jumayn Hunter        | René Oltmanns               | Montpamasse         |
| Henry Lawfull        | Tamo Tramitz                | Petit-Gervais       |
| Henry Lloyd-Hughes   | Leonard Hohm                | Pontmercy           |
| Nigel Cooke          | Jacques Breuer              | Richter             |
| Enzo Cilenti         | Martin Bonvicini            | Rivette             |
| Caroline Donnelly    | Marina Köhler               | Schneiderin         |
| Alan David           | Alexander Pelz              | Schreiber           |
| Natalie Simpson      | Ilena Gwisdalla             | Schwester Simplice  |
| Lily Newmark         | Anja Gräfin von Keyserlingk | Sophie              |
| Angela Wynter        | Monika Kockott              | Toussaint           |
| Ayoola Smart         | Janina Dietz                | Zéphine             |